# الکساندر فون بنکندورف
کنستانتین الکساندر کارل ویلهلم کریستوف گراف  فون بنکندورف ( روسی: Александр Христофорович Бенкендорф   ، الکساندر کریستوفوروویچ بنکندورف، ۴ ژوئیه [سبک قدیمی: ۲۳ ژوئن] ۱۷۸۱ یا ۱۷۸۳-۵ اکتبر [سبک قدیمی: ۱۱ سپتامبر یا ۲۳ سپتامبر] ۱۸۴۴) یک ژنرال سواره نظام و دولتمرد آلمانی بالتیک ، ژنرال آجودان تزار الکساندر یکم، فرمانده واحدهای پارتیزان (نامنظم کوساک) در طول حمله فرانسه به روسیه بود. با این حال، او اغلب به خاطر نقش بعدی‌اش، در زمان نیکلای یکم، به‌عنوان رئیس بنیانگذار ژاندارم‌ها و پلیس مخفی در امپراتوری روسیه شناخته می‌شود.

## خانواده و شغل
الکساندر فون بنکندورف در خانواده نجیب‌زاده بنکندورف از آلمانی‌های بالتیک در روال (تالین در استونی کنونی) به دنیا آمد. او پسر ژنرال بارون، کریستوف فون بنکندورف به دنیا آمد. (فریدریشهام ،۱۲ ژانویه ۱۷۴۹ - کولگا ، ۱۰ ژوئن ۱۸۲۳)، که به عنوان فرماندار نظامی لیوونی و همسرش بارونس آنا جولیان شارلوت شیلینگ فون کنستات ( تالهایم ، ۳۱ ژوئیه ۱۷۴۴ - ریگا ، ۱۱ مارس) خدمت کرد. ، که در دربار رومانوف به عنوان بانوی ارشد و بهترین دوست ملکه ماریا فئودوروونا (همسر دوم امپراتور پاول یکم) مقام بالایی داشت. پدربزرگ و مادربزرگ پدری او یوهان مایکل فون بنکندورف و همسرش سوفی فون لوونسترن بودند.  برادر کوچکتر الکساندر فون بنکندورف، کنستانتین فون بنکندورف (۱۷۸۵-۱۸۲۸) ژنرال و دیپلمات شد و خواهرش دوروتیا فون لیون (۱۷۸۵-۱۸۵۷) یک نیروی اجتماعی و سیاسی در لندن و پاریس بود. خواهر دیگر او، ماریا فون بنکندورف (۱۷۸۴-۱۸۴۱) با ایوان جورجیویچ سویچ ازدواج کرد.
بنکندورف پس از دریافت تحصیلات خود در یک مدرسه شبانه روزی انجمن عیسی ، خدمت سربازی را در سال ۱۷۹۸ در هنگ گارد نجات سمیونوفسکی آغاز کرد.  در طول تهاجم ناپلئون به روسیه در سال ۱۸۱۲، بنکندورف حمله ولیژ را رهبری کرد و سه ژنرال فرانسوی را به اسارت گرفت. هنگامی که مسکو آزاد شد (اکتبر ۱۸۱۲)، او فرمانده پادگان آن شد. در لشکرکشی های خارجی پس از آن، او یک گروه فرانسوی را در شتاینهوفل شکست داد و یکی از اولین روس هایی بود که وارد برلین شد. او بیشتر در لایپزیگ (اکتبر ۱۸۱۳) متمایز شد و بعداً نیروهای فرانسوی را که هلند را اشغال کرده بودند، پاکسازی کرد. پس از ورود نیروهای بریتانیایی و پروس به جانشینی او، واحد او اقدام به تصرف لون و مشلان کرد و ۶۰۰ انگلیسی زندانی را در راه آزاد کرد.

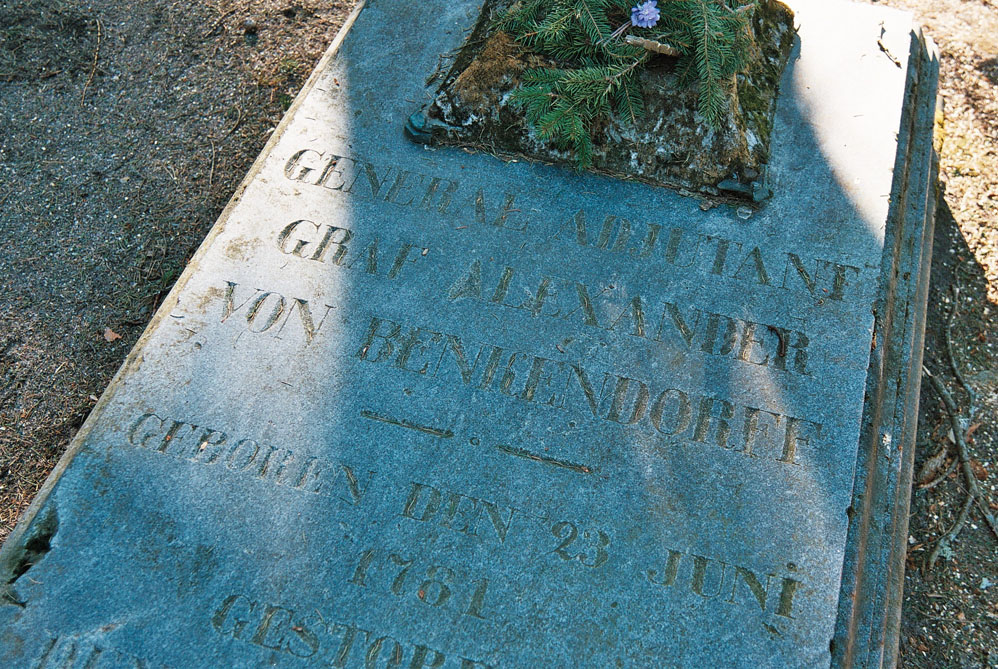
قبر الکساندر فون بنکندورف در کیلا-جوآ ، استونی، ۲۰۰۹

در سال ۱۸۲۱ او تلاش کرد تا به امپراتور الکساندر یکم در مورد تهدید انجمن‌های مخفی در شورش دسامبریست‌ها هشدار دهد، اما تزار یادداشت او را نادیده گرفت. پس از شورش دسامبریست‌ها ، او در كميته تحقيق نشست و براي تاسيس يک سپاه ژاندارم و يك پليس مخفي ، بخش سوم صدارتخانه امپراتوري لابي كرد. او به عنوان اولین رئیس ژاندارم و مدیر اجرایی بخش سوم از سال ۱۸۲۶ تا ۱۸۴۴ خدمت کرد. تحت مدیریت او، بخش سوم، از جمله، سانسور شدیدی را بر ادبیات و نمایش های تئاتر برقرار کرد. هدف او از تاریخ‌نگاری روسی در بیانیه‌اش منعکس شد که «گذشته روسیه تحسین‌برانگیز بود، حال آن بیش از باشکوه است و در مورد آینده آن فراتر از هر چیزی است که جسورترین ذهن می‌تواند تصور کند».  او در نقش خود به عنوان رئیس سانسور، درگیر مرگ غم انگیز الکساندر پوشکین (۱۸۳۷) در یک دوئل غیرضروری شد، درگیری که او را برای مدت طولانی در تاریخ نگاری روسیه غیرقابل ذکر کرد.